# جیم بریدی (ملوان)
جیم بریدی (انگلیسی: Jim Brady؛ زادهٔ june ۲۷, ۱۹۶۳ (۶۱ سال)) ورزشکار اهل ایالات متحده آمریکا است.
وی در مسابقات کشوری و بین‌المللی در مجموع برندهٔ ۱ مدال نقره شده‌است.